# Joseph Berger
Joseph Berger född 13 december 1999 i Visby, är en svensk ishockeyspelare som säsongen 2024-2025 spelar back för Malmö Redhawks i SHL. Moderklubb är Frölunda HC.
Joseph Berger gjorde sitt första mål i hockeyallsvenskan för Karlskrona i matchen mot Björklöven i Umeå den 17 oktober 2018.